# Phycita torrenti
Phycita torrenti is een vlinder uit de familie snuitmotten (Pyralidae). De wetenschappelijke naam is voor het eerst geldig gepubliceerd in 1962 door Agenjo.
De soort komt voor in Europa.